# Vsevolod Sergejevič Tarasevič

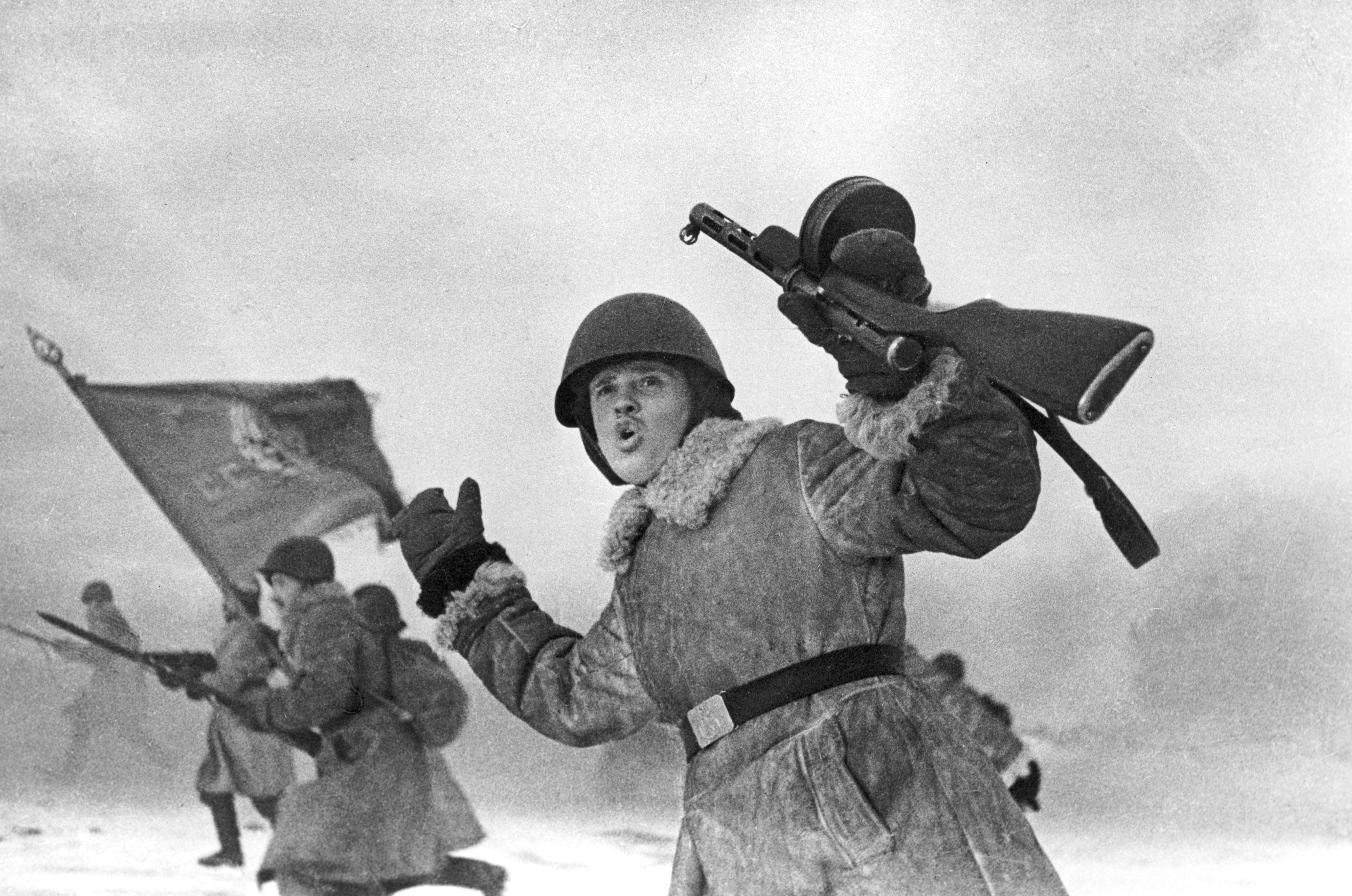
Obránci Leningradu postupují vpřed, leden 1943

Vsevolod Sergejevič Tarasevič (rusky Всеволод Сергеевич Тарасевич, 24. listopadu 1919, Moskva–1998) byl sovětský fotograf a klasický fotožurnalista.

## Životopis
Vsevolod Tarasevič začal publikovat obrázky v novinách Smena a Leningradskaja pravda, zatímco ještě studoval na Leningradském elektrotechnickém institutu.
Od roku 1940 pracoval jako fotožurnalista leningradského zpravodajského oddělení Fotografická kronika TASS. Od začátku Velké vlastenecké války působil jako fotožurnalista politického oddělení Severozápadního a poté Leningradského frontu.
Po válce pracoval tři roky v novinách Večerní Leningrad. Po přestěhování do Moskvy pracoval jako fotoreportér na Výstavě úspěchů národního hospodářství pro tiskovou agenturu Novosti. Patří mezi první sovětské fotografy, kteří začali fotografovat barevně (1954-1955), a tyto snímky byly v roce 2008 součástí výstavy Primrose na Photobiennale.
V 70. letech zastával funkci děkana fakulty fotožurnalistiky Institutu žurnalistiky Moskevské organizace Svazu novinářů.

## Díla
Jeho nejznámější práce jsou: Dmitrij Šostakovič (1960), série Jurij Gagarin v letadle Il-18 na cestě z Kuibyševa do Moskvy (1961), Souboj (vítězný snímek soutěže World Press Photo 1963), Land's End a další.
Je autorem série fotografií Blokáda Leningradu (1941-1943), z nichž jsou některé k dispozici na Wikimedia Commons díky daru RIA Novosti.
- Série výstav: „Vnitřní válečný prostor. Blokáda Leningradu na fotografiích.“[9]
- Výstava předních fotožurnalistů. Petrohrad 2014.[10]
- Vítězné území. Věnováno vojenským fotografům. Muzeum multimediálního umění, Moskva 2015.[11]

### Samostatné výstavy
- 2013 - Vsevolod Tarasevič. Formula vremeni. Multimediální komplex současného umění, Moskva.[12]
- 2014 - Vsevolod Tarasevič. Epizoda 2. Leningrad. Multimediální komplex současného umění, Moskva.[13]
- 2015 - Dvanáct válečných okamžiků Vsevoloda Taraseviče. Museum-diorama Průlom blokády Leningradu.[14]
- 2018 - Vsevolod Tarasevič. Retrospektiva. Moskevský dům fotografie.
- 2018 - Vsevolod Tarasevič - Ленинградская блокада. Город и фронт. (Leningradská blokáda. Město a fronta.), Státní muzeum a výstavní centrum ROSPHOTO.[15]

### Autor knih
- My - fiziki (Jsme fyzici), Moskva, vyd. Planeta, 1976.
- Svět Nureka (Světlo Nureka), Moskva, vyd. Planeta, 1980.
- Morje, ljudi, žizň (Moře, lidé, život), Moskva, vyd. Planeta, 1987.[16]

Knihy s díly V. Taraseviče
- Antologie sovětské fotografie, 1941-1945, vydavatelství PLANETA, Moskva 1987

## Galerie

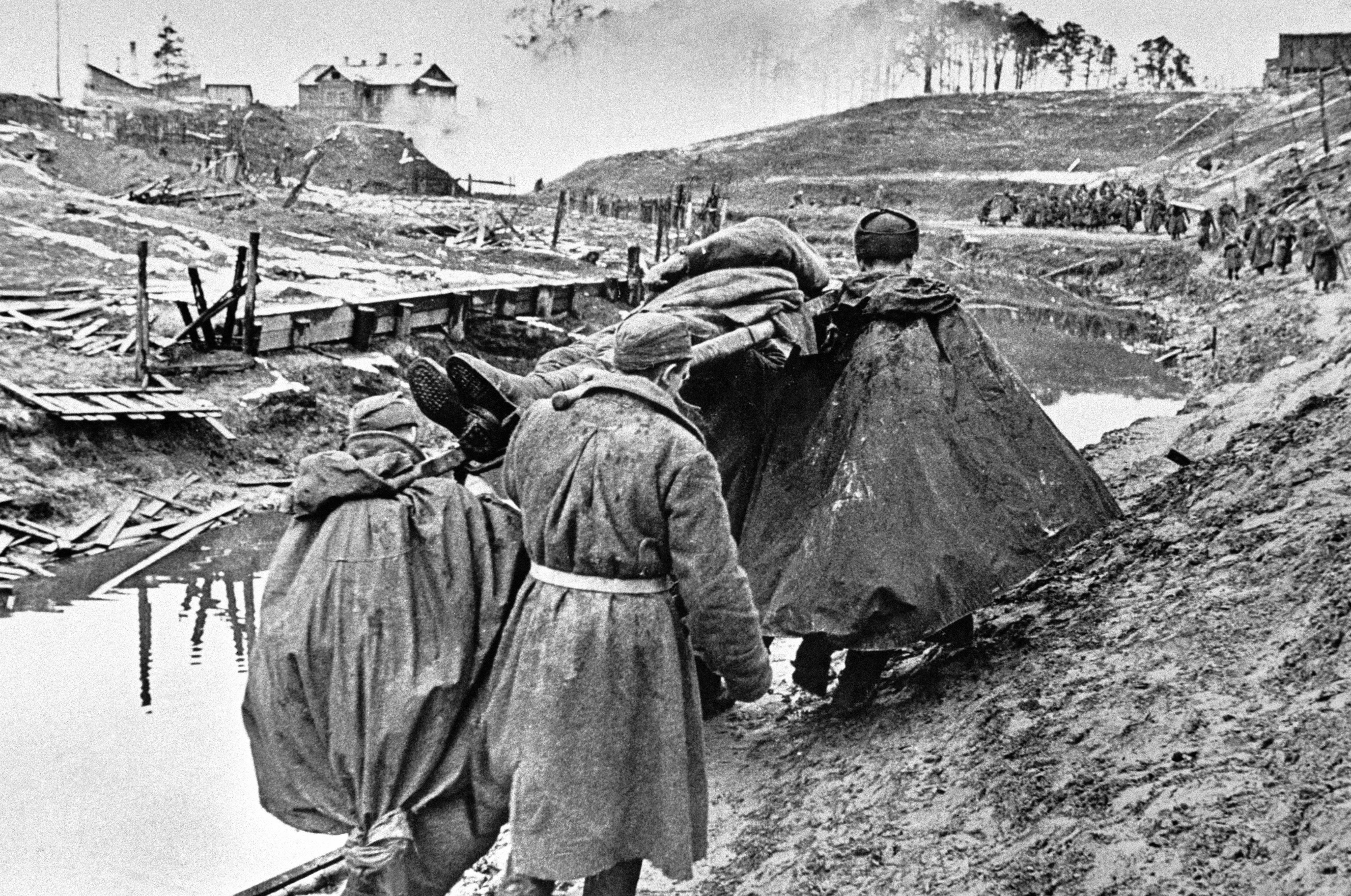
Vojáci nesou kamaráda
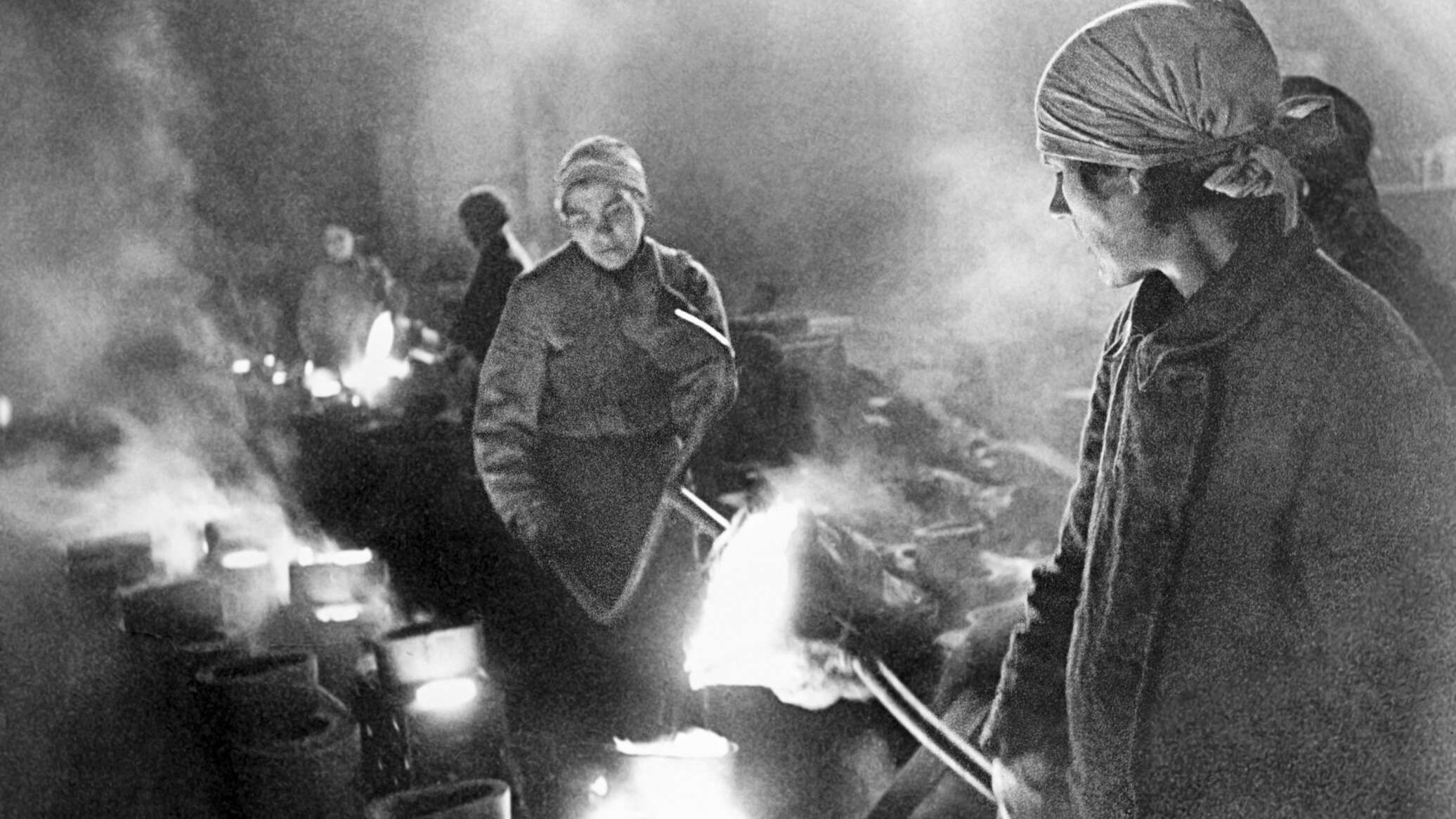
Během bitvy
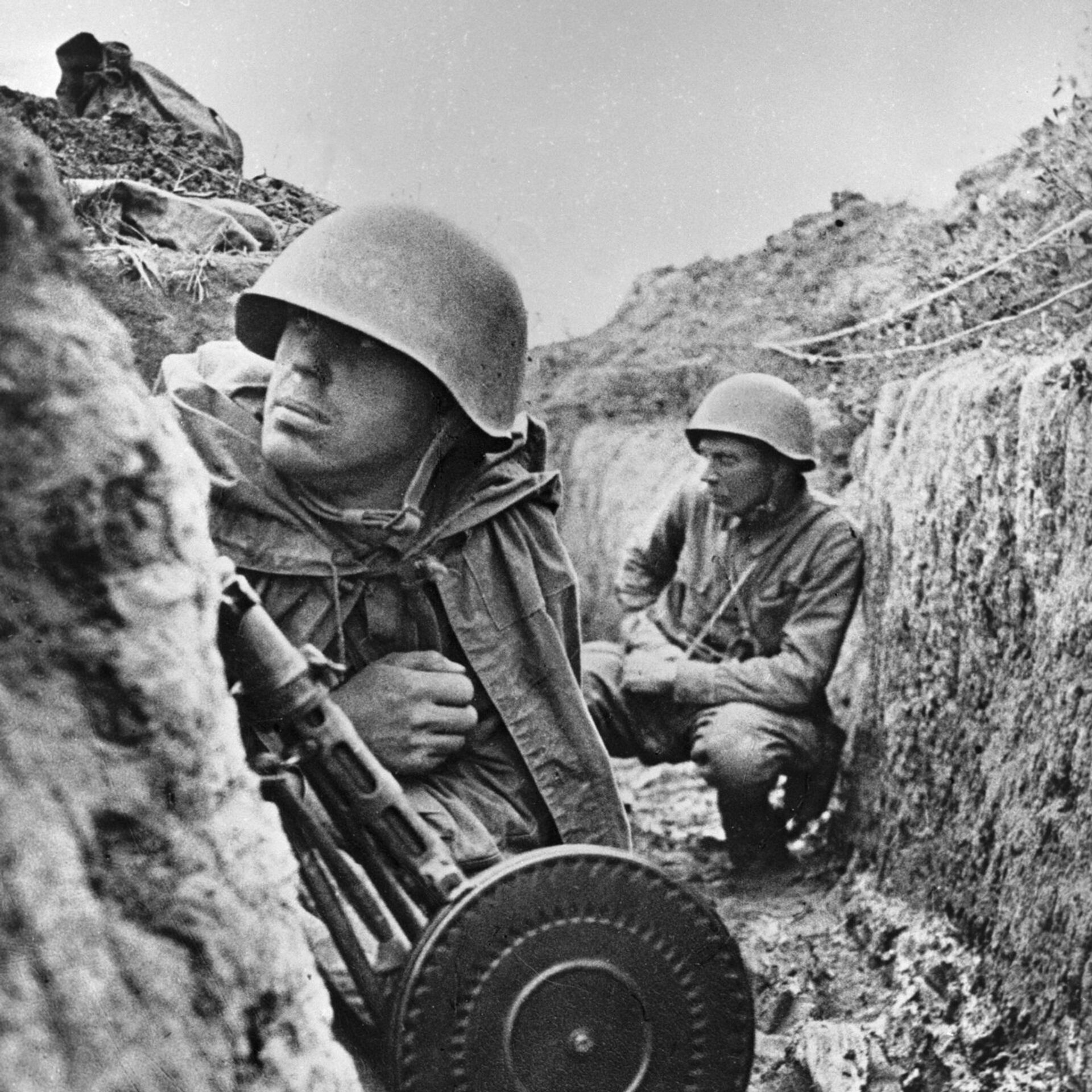
Leningrad
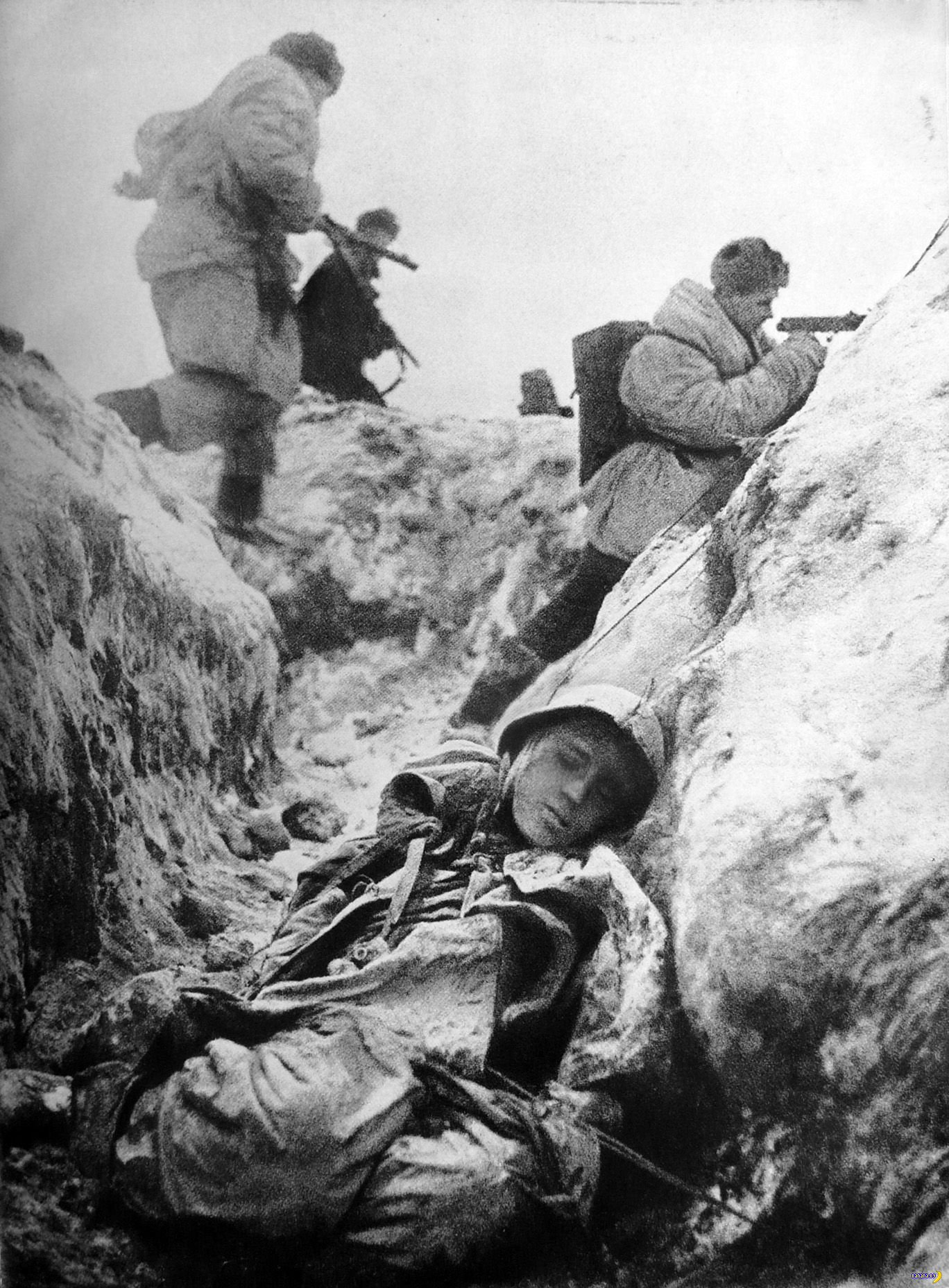
Leningrad
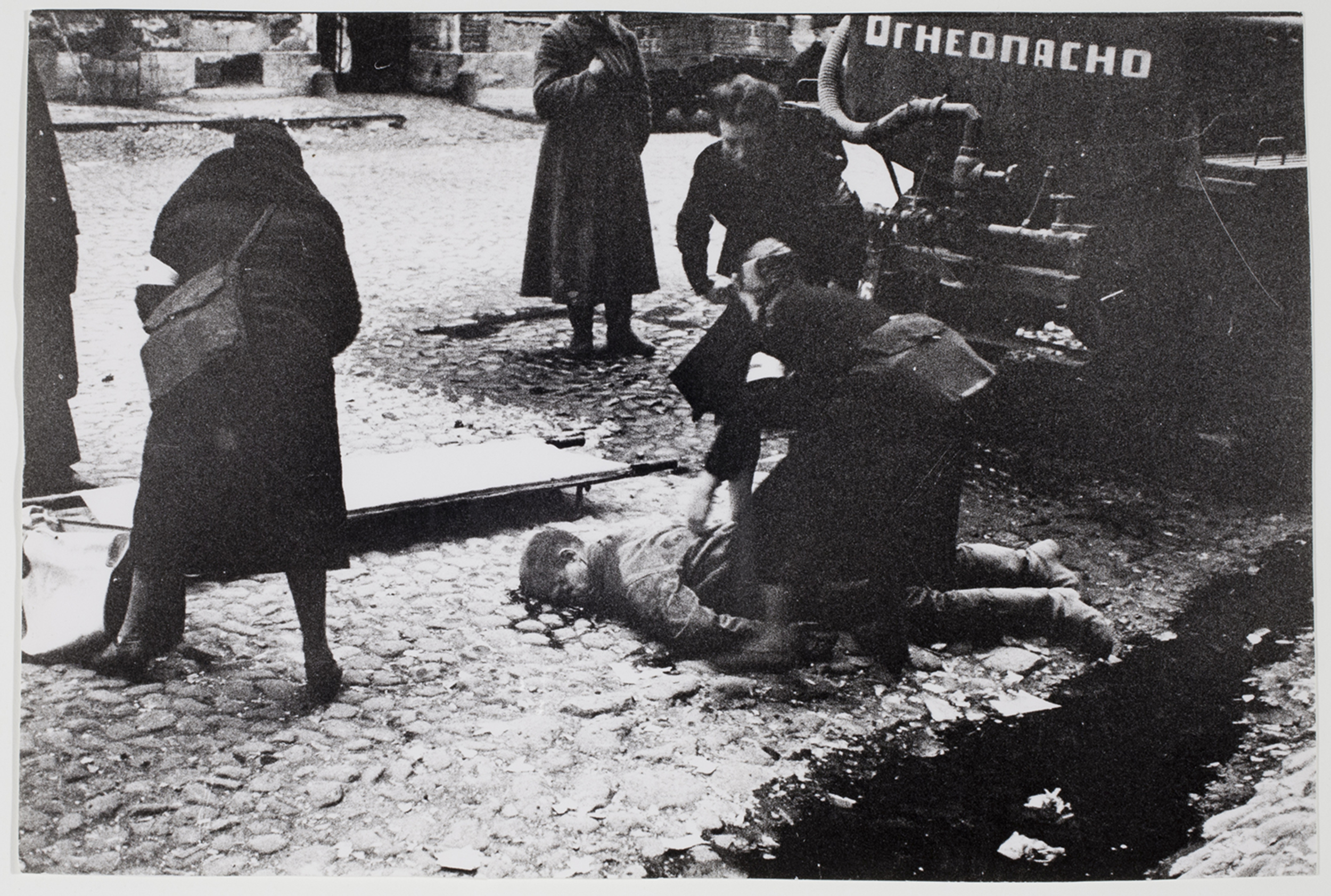
Zdravotní sestry pomáhají zraněným, Leningrad
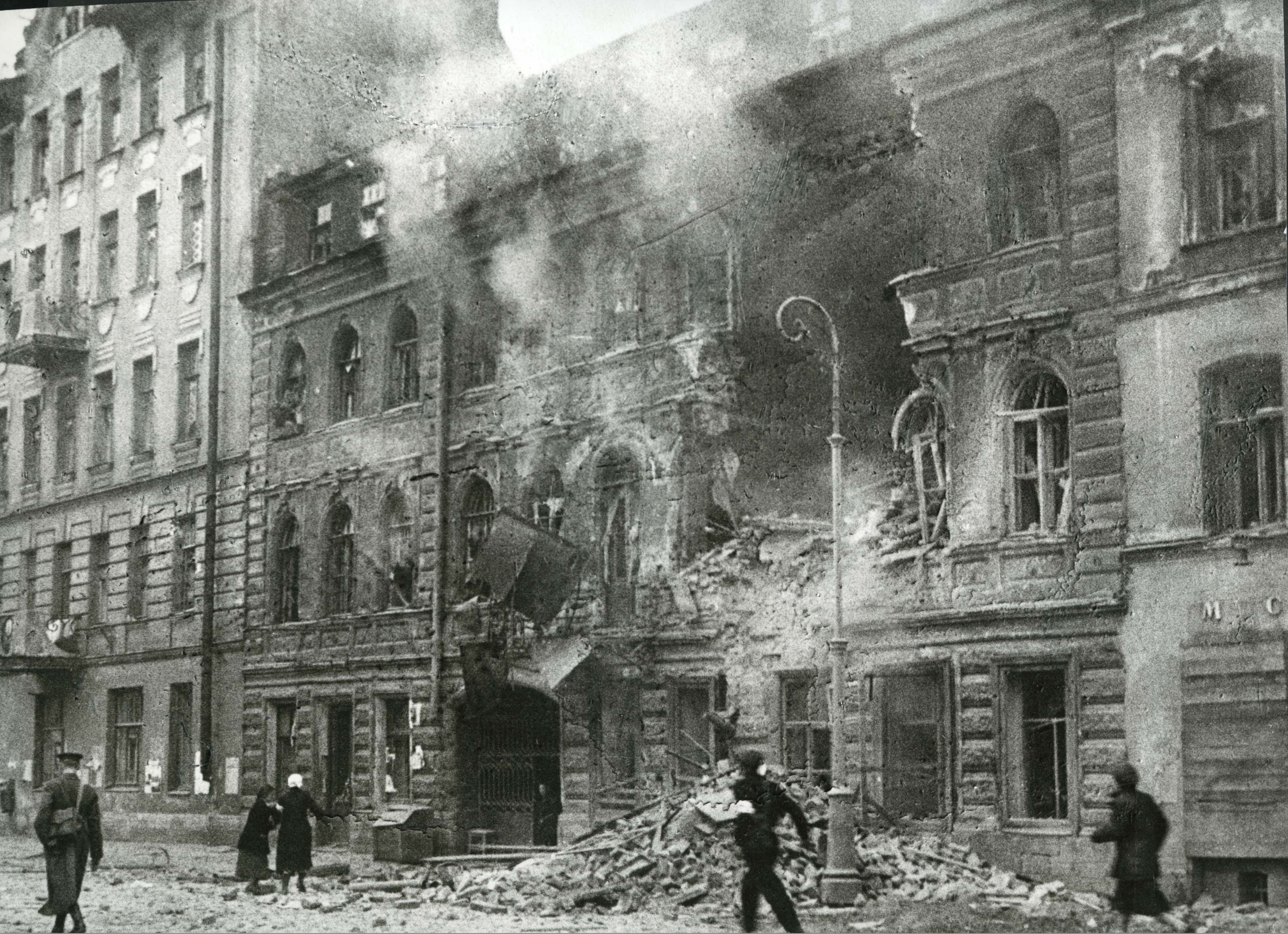
Jedna z ulic po německém bombardování, Leningrad, 1. ledna 1942
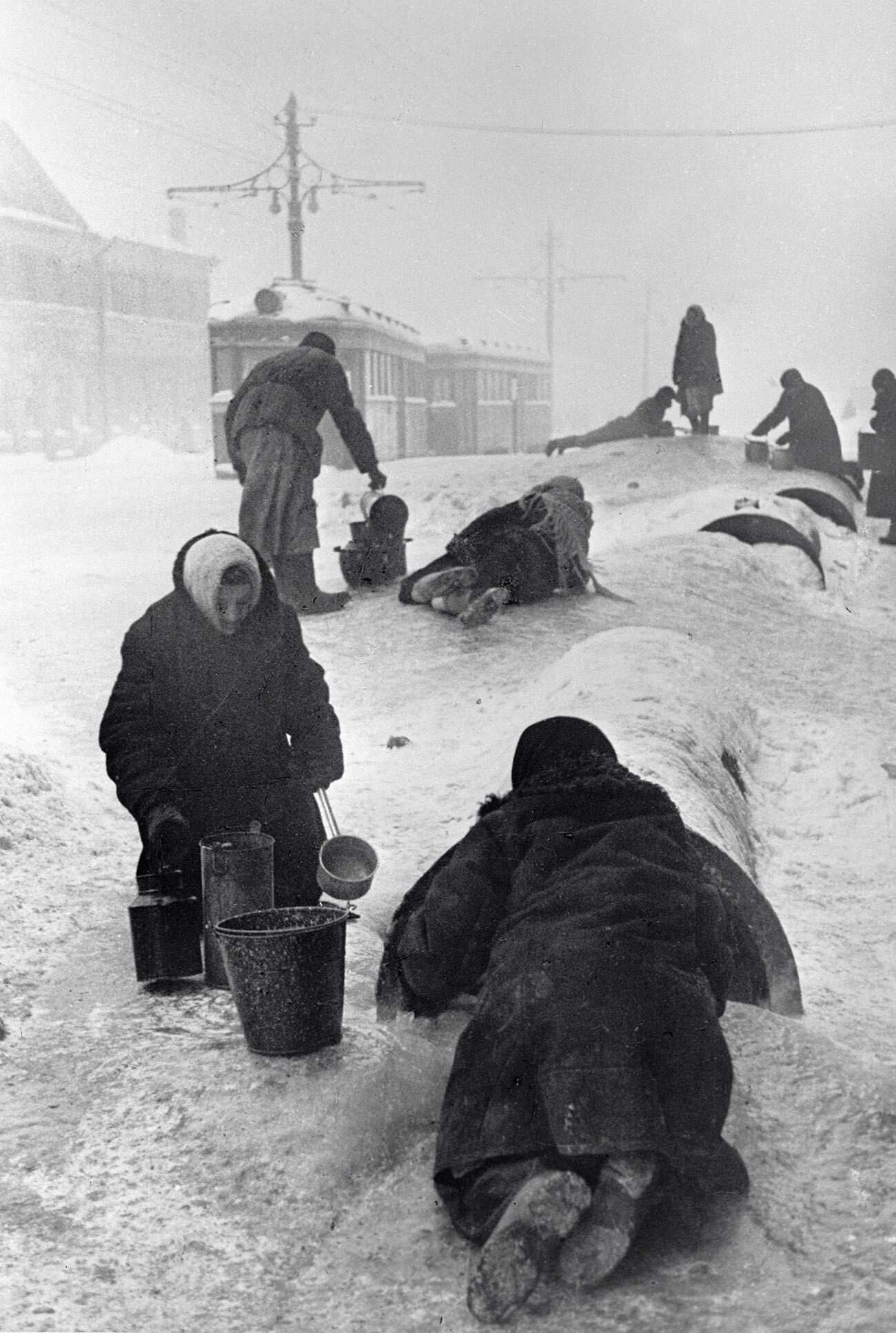
Obyvatelé Leningradu si berou vodu z poškozeného vodovodu, 1. ledna 1942
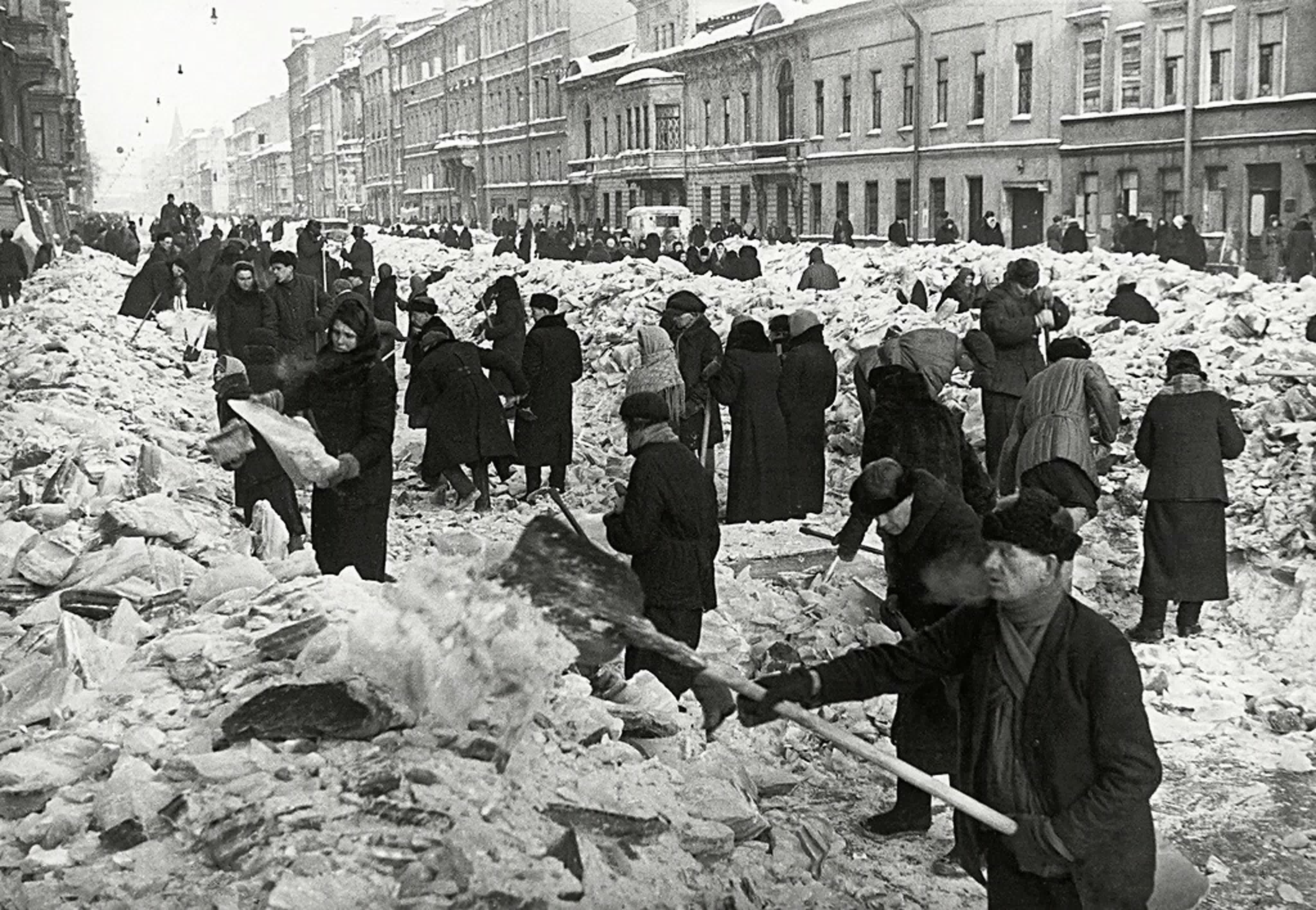
Lidé čistí ulice svého rodného města, zima, 8. března 1942
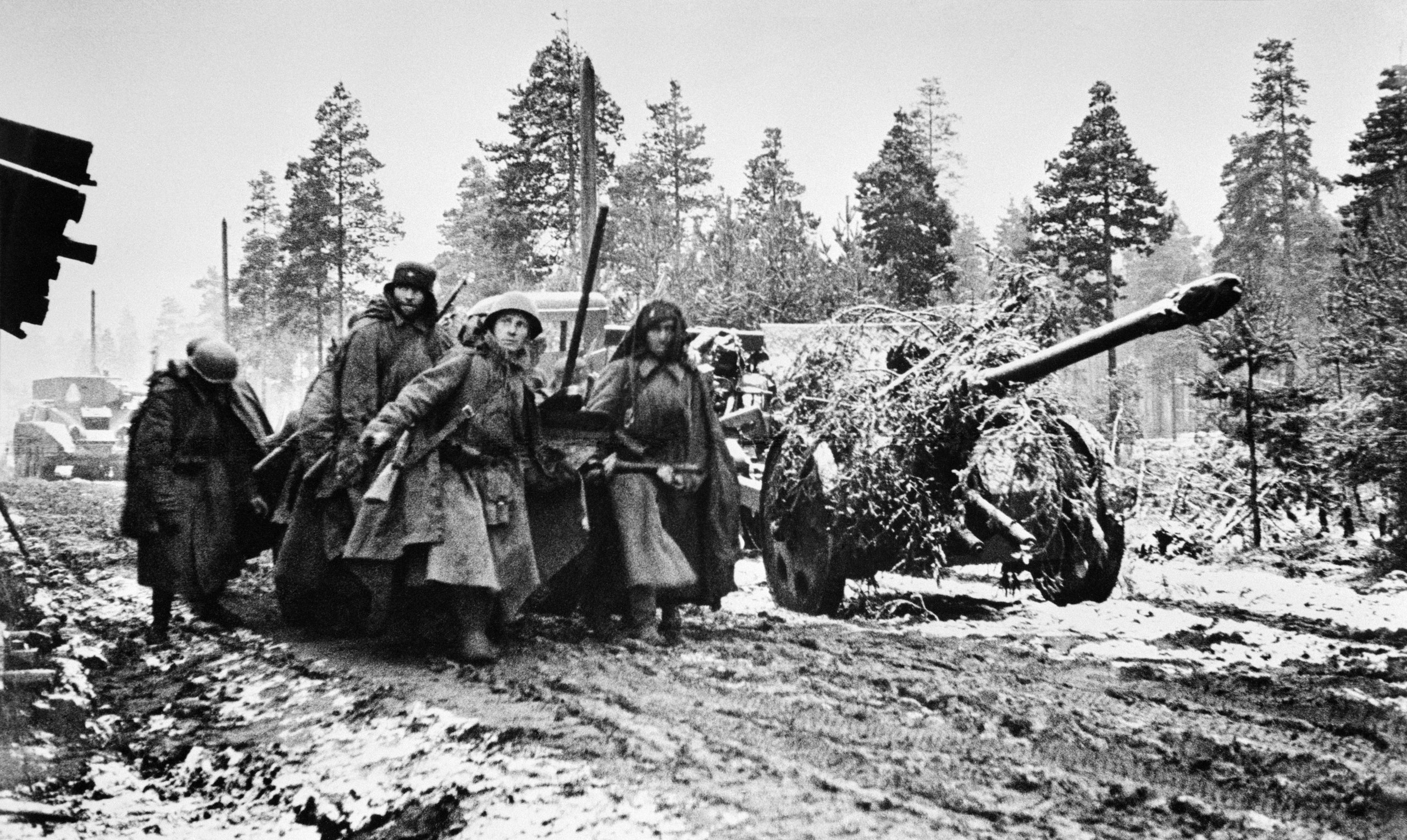
Návrat domů
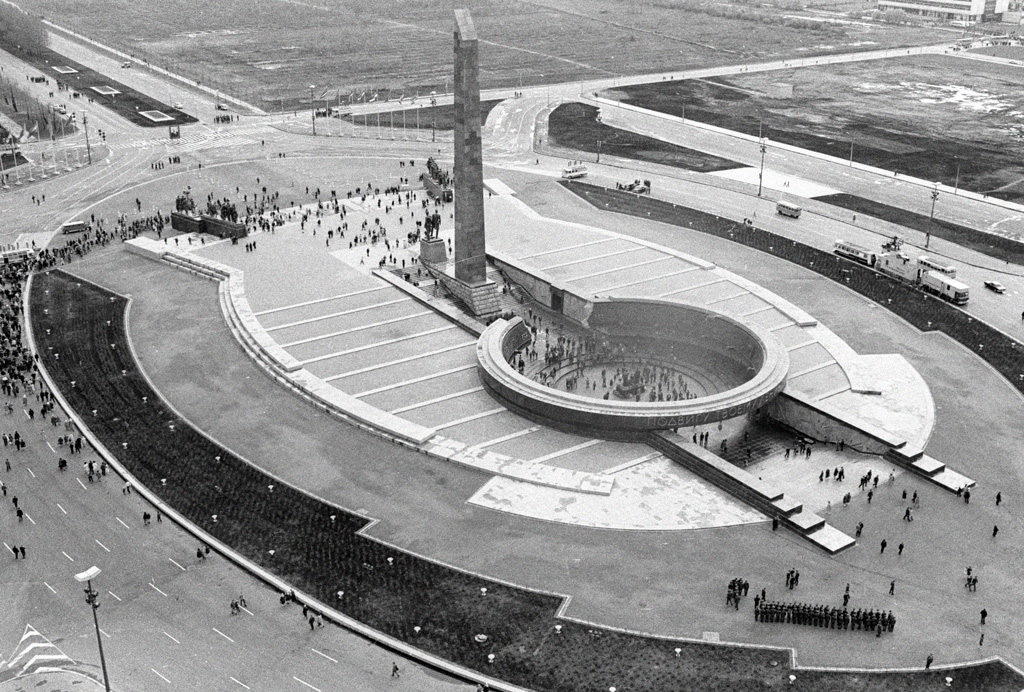
Památník na počest hrdinské obrany Leningradu v letech 1941–1943 a porážky nacistických jednotek poblíž Leningradu v roce 1944, sochař Michail Anikušin
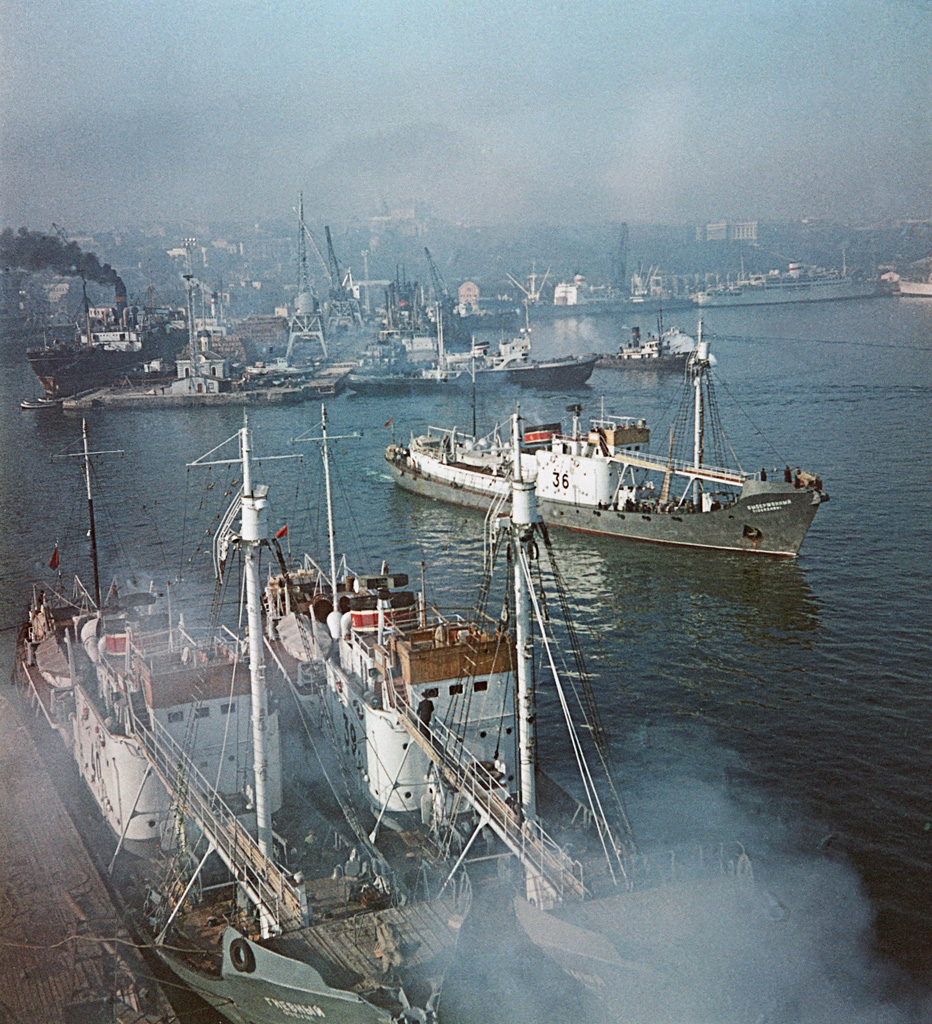
Oděsa, přístav, 1960
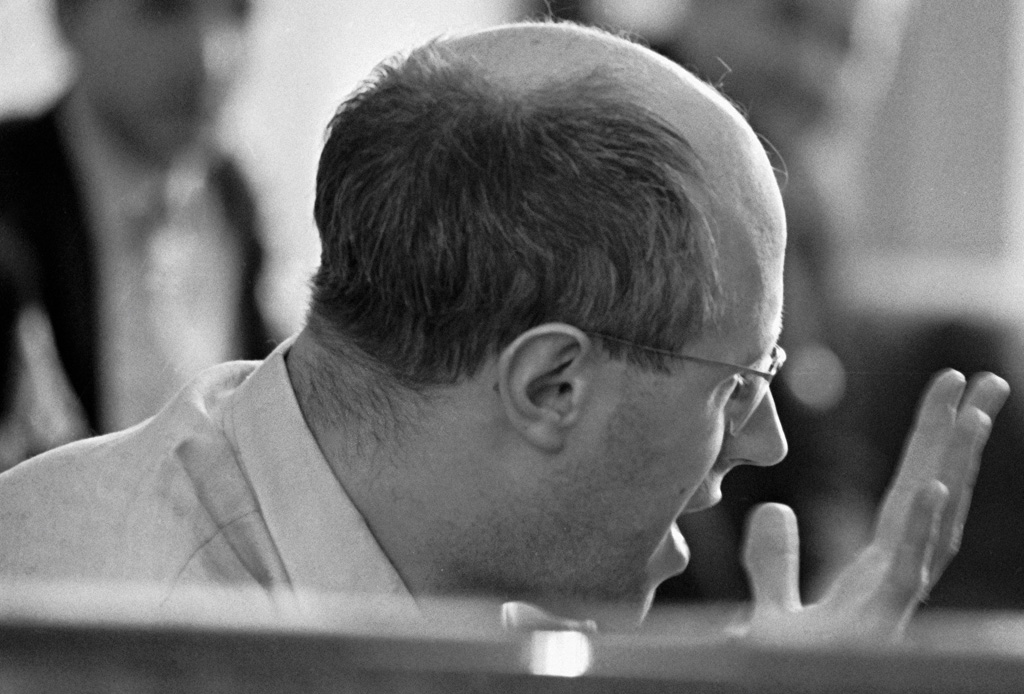
Profesor Mstislav Rostropovič, 1966
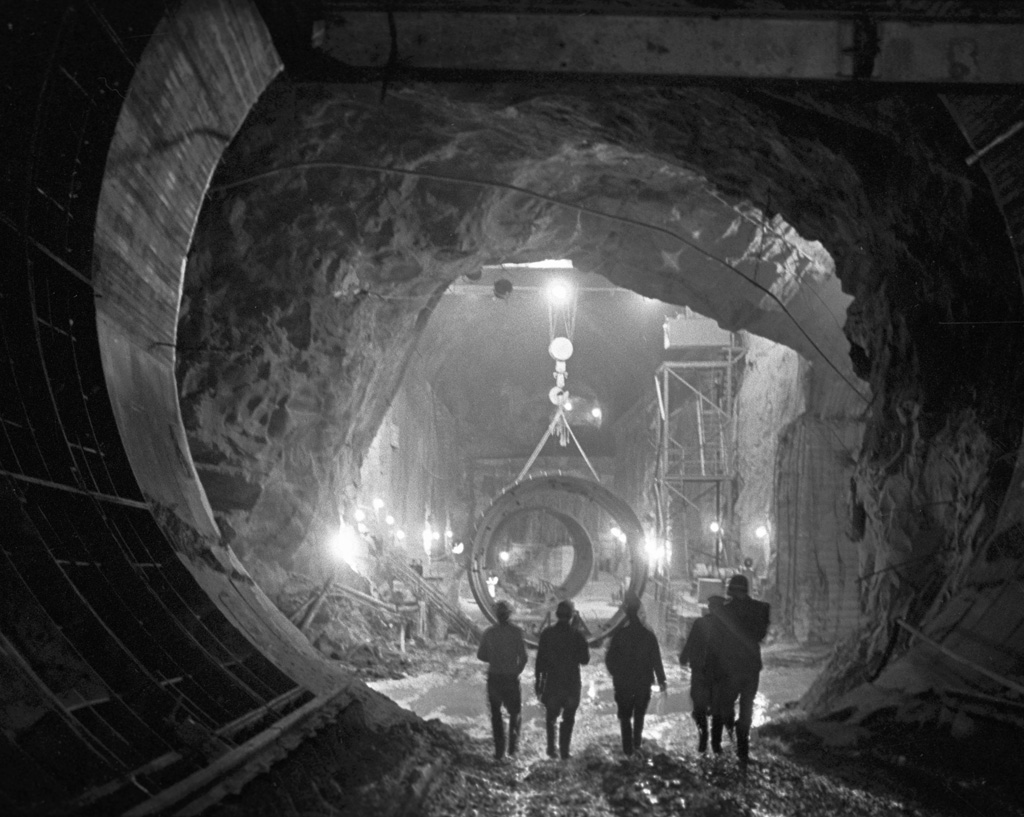
Stavba Nurecké vodní elektrárny, pracovníci v tunelu, kterým voda odtéká z nádrže k přehradě elektrárny, Tádžikistán, 1970